# Contea di Umatilla
La contea di Umatilla (in inglese Umatilla County) è una contea dello Stato dell'Oregon, negli Stati Uniti. La popolazione al censimento del 2000 era di 70 548 abitanti. Il capoluogo di contea è Pendleton.

## Geografia
La contea si trova nel nord-ovest dello Stato, al confine con lo Stato di Washington. Il confine nord è dato dal fiume Columbia e nella contea scorre anche il fiume Umatilla.
A est di Pendleton si trova la Riserva Umatilla, istituita nel 1885, per i nativi Umatilla, Walla Walla e Cayuse.
Tra le aree protette nazionali, nella contea si trova la foresta nazionale di Umatilla.

### Contee confinanti
- Contea di Benton (Washington) - nord
- Contea di Walla Walla (Washington) - nord
- Contea di Columbia (Washington) - nord-est
- Contea di Wallowa - nord-est
- Contea di Union - sud-est
- Contea di Grant - sud
- Contea di Morrow - ovest

## Storia
La contea fu creata nel 1862 da una parte della contea di Wasco. Umatilla è un termine nativo che significa "acqua increspata".

## Comuni

### Cities
- Adams
- Athena
- Echo
- Helix
- Hermiston
- Milton-Freewater
- Pendleton (capoluogo)
- Pilot Rock
- Stanfield
- Ukiah
- Umatilla
- Weston

### Census-designated places
- Cayuse
- Gopher Flats
- Green Meadows
- Kirkpatrick
- McKay
- Meacham
- Mission
- Riverside
- Tutuilla
- Umapine